# Shikano Buzaemon
Shikano Buzaemon (jap. 鹿野 武左衛門; * 1649 in Namba (Osaka); † 6. September 1699) war ein japanischer Rakugo-Meister.
Shikano zählt neben Tsuyu no Gorebē und Yonezawa Hikohachi zu den frühesten Meistern der Erzählkunst Rakugo. Neununddreißig Geschichten des Erzählmeisters (hanashika) erschienen 1686 unter dem Titel Shika no makifude (鹿の巻筆). 1693 brach eine Cholera-Epidemie aus, die 11.000 Menschenleben forderte. Es verbreitete sich mit Bezugnahme auf die Geschichtensammlung Shika no makifude das Gerücht, dass das Essen von Umeboshi (eingelegten Pflaumen) die Erkrankungsgefahr mindere, was zu einer Preisexplosion für Umeboshi führte. Shikano wurde einer Mitverantwortung wegen verbannt, starb jedoch bevor sie umgesetzt werden konnte. Mit ihm ging zunächst auch das Rakugo in der Hauptstadt Edo hernieder, bis es etwa 100 Jahre später von Utei Emba wiederbelebt wurde.